# Tirso González
Tirso González (Arganza, 18 de janeiro de 1624 – Roma, 27 de outubro de 1705) foi um teólogo e padre jesuíta espanhol, décimo terceiro superior geral de 1686 a 1705. 